# 슈테른 (잡지)
《슈테른》(독일어: Stern)은 독일의 잡지이다. '슈테른'(Stern)은 독일어로 "별"이라는 뜻이며, 정치적, 사회적 문제를 다루며 사진 기사에 무게를 둔다. 1948년 헨리 나넨에 의해 창간되었다. 지금은 잠시 그루너 + 야라는 베르텔스만의 자회사에 의해 출간되고 있다. 2006년 1분기에 백만부수를 넘겼으며, 언론 분석 기관에 의하면 7백만 독자가 있는 것으로 추정된다. 이는 인구의 11.5%에 도달한다.
《슈테른》은 《히틀러 일기》로 국제적인 명성을 얻었다. 이 기사들은 1983년 4월 25일에 출간된 에디션에 실린 것으로, 출간 후 진실규명을 위해 판매가 중지 되었었다. 이는 영국의 《선데이 타임즈》에서도 그 금지됐던 기사들을 연재 했었고, 공식적으로 사과문을 기고하기도 했다. 이 사태는 잡지의 에디터를 사임케 만들었으며, 독일 저널리즘의 밑면을 보여주는 일로 보인다. 이 사건은 이 잡지사의 큰 위기에 직면하게 했다. 신뢰도는 큰 타격을 입었고, 이 사건으로 인해 《슈테른》은 혹독한 지경까지 떨어진 그 명성을 되찾아야만 했다.
독일에서 《슈테른》은 《we had an abortion》이라는 1971년도의 출간물로도 기억된다. 알리스 슈바르처가 쓴 이 글은 374명의 여자들이 서독에서 낙태가 불법임에도 불구하고, 그들이 임신 중절수술을 했다는 것을 공식적으로 드러낸 것에 관한 글이었다.

## 역사
헨리 나넨이 창간한 《슈테른》은 젊은이들을 위한 잡지 《치크-차크》로부터 시작된다. 첫 판은 1948년 8월 1일에 발행되었다. 당시 그는 잡지의 이름을 개명하기 몇 달 전에 그 라이센스를 얻을 수 있었고, 영국 정부의 군사부로부터 Zick-Zack에서 《슈테른》으로 잡지의 이름을 바꾸는 것이 가능했다. 첫 번째 발행부수는 16페이지로 힐데가트 크네프가 표지 모델이었다.
1950년에 알리스 슈바르처가 쓴 《waste of Money》라는 기사로 인해 슈테른은 영국 정부에 의해 한 주간 발행중단 명령을 받았다. 1951년 그는 그의 슈테른 소유권을 그루너 + 야에게 매각하였다. 1968년 슈테른과 디 차이트(Die Zeit)은 격주로 《슈테른-차이트》라는 시각장애인을 위한 매체를 발행하기 시작했다. 이는 2007년 중반에 자금 부족으로 그 발행을 중지했다.
1990년 《슈테른》에는 지나알린 가이블러라는 작가의 《I am a masochist》라는 글이 실렸다. 이는 그녀의 BDSM scene의 한 멤버로의 커밍아웃에 관한 글이었다. 이는 뜨거운 논란이 되었으며, 극단적 여성주의자들은 《슈테른》의 에디터 사무실을 점거하기도 했다.
《슈테른》의 4명의 기자는 취재 중에 죽임을 당하기도 했다. 1995년 1월 요헨 피스트는 그로츠니의 수도 근처인 체첸에서 한 저격병에 의해 죽임을 당했다. 또 다른 두 명의 기자는 코소보의 둘리제에서 죽었다. 2001년 11월, 폴커 한들록은 아프가니스탄의 북부, 매복장소에서 죽은 채로 발견되었다.

## 기타

### 편집자
| 기간        | 편집자                                          |
| ----------- | ----------------------------------------------- |
| 1948-1980년 | 헨리 나넨                                       |
| 1980–1983년 | 롤프 길하우젠, 페터 코흐, 펠릭스 슈미트         |
| 1983~1984년 | 롤프 길하우젠, 페터 숄-라투르                   |
| 1984~1986년 | 롤프 빈터                                       |
| 1986~1989년 | 하이너 브레머, 미하엘 유르그스, 클라우스 리트케 |
| 1989~1990년 | 미하엘 유르그스, 헤버트 릴-하이제               |
| 1990~1994년 | 롤프 슈미트-홀츠                                |
| 1994~1998년 | 베르너 푼크                                     |
| 1999~1999년 | 미하엘 마이어                                   |
| 1999년~     | 토마스 오스터콘, 아드레아스 페촐트              |

## 정치 성향
《슈테른》은 진보적인, 그리고 약간의 급진적인 진보성향을 가진 잡지로 간주된다. 그러나 《슈테른》은 경제 기사로는 급진적인 성향을 갖는 기사와, 보수적인 성향의 기사 모두 쓰고 있으며, 좌파적인 성격의 기사도 잡지에 기고한다.